# Arturo Torres Rioseco
Arturo Torres Rioseco (* 17. Oktober 1897 in Chile; † 3. November 1971 in Kalifornien) war ein US-amerikanischer Romanist, Hispanist und Dichter chilenischer Herkunft.

## Leben und Werk
Torres studierte in Santiago de Chile und machte 1918 Staatsexamen. Er ging nach New York und unterrichtete von 1920 bis 1921 am Williams College. Von 1921 bis 1922 war er (als Nachfolger von Pedro Henríquez Ureña) Instructor an der University of Minnesota, ab 1925 Associate Professor an der University of Texas, ab 1928 in der gleichen Funktion an der University of California at Berkeley. 1931 promovierte er an der University of Minnesota mit der Arbeit  Rubén Darío, casticismo y americanismo. Estudio precedido de la biografía del poeta (Cambridge, Mass./London 1931). Er wurde 1936 in Berkeley Full Professor für Spanisch, war von 1956 bis 1960 Direktor des Instituts und besetzte zuletzt den Lehrstuhl für Lateinamerikanische Literatur. Er war über Jahrzehnte vielfacher Gastprofessor im In- und Ausland.
Zum Bekanntenkreis von Torres Rioseco gehörten José Vasconcelos, Antonio Caso, Gabriela Mistral, Carlos Pellicer (1897–1977), Jaime Torres Bodet  und Salvador Novo (1904–1974).

## Weitere Werke
- Precursores del modernismo. Estudios críticos y antología, Madrid 1925, Barcelona/New York 1963
- Essentials of Spanish, Garden City 1927, 1932
- (mit Eugene F. Parker) An intermediate Spanish grammar and composition, Boston/New York 1928
- (Hrsg.) Chilean short stories, New York 1929
- (mit Lesley Byrd Simpson) El libro de buen humor, New York 1932
- Ausencia, Santiago de Chile 1932
- Bibliografía de la novela mejicana, Cambridge, Mass. 1933
- (mit Ralph E. Warner) Bibliografía de la poesía mexicana, Cambridge, Mass. 1934
- (mit Raul Silva Castro) Ensayo de bibliografía de la literatura chilena, Cambridge, Mass. 1935
- (mit Edwin Seth Morby) Cartilla mejicana, New York 1938
- Novelistas contemporáneos de América, Santiago de Chile 1939
- La novela en la América hispana, Berkeley 1939
- Antología de la literatura hispanoamericana, New York 1941
- Grandes Novelistas de la América Hispana, 2 Bde., Berkeley 1941-1943, 1949
- The epic of Latin American literature, New York/London 1942, 1946, Berkeley 1967 (portugiesisch: Expressão literária do Novo Mundo, Rio de Janeiro 1945; chinesisch 1978)
- (mit Edwin B. Place) Contemporary Spanish grammar, New York 1943
- Vida y poesía de Rubén Darío, Buenos Aires 1944
- (Hrsg. mit Luis Monguió)  Lector hispanoamericano, Boston 1944
- La gran literatura iberoamericana, Buenos Aires 1945; 1960 u. d. T. Nueva historia de la gran literatura iberoamericana; 1965 u. d. T. Historia de la literatura iberoamericana
- New World literature. Tradition and revolt in Latin America, Berkeley 1949, Westport 1983
- (Hrsg.) Rubén Darío,  Antología poética, Berkeley 1949
- (Hrsg.) Antología de poetas precursores del modernismo, Washington 1949
- Ensayos sobre literatura latinoamericana, 2 Bde., Berkeley 1953, Mexiko 1958
- El frijolito saltón, Boston 1953
- Cautiverio, Mexiko 1955
- Breve historia de la literatura chilena, Mexiko 1956
- Madurez de la muerte, Valencia 1959
- Aventura mexicana, New York 1960
- Gabriela Mistral. Una profunda amistad. Un dulce recuerdo, Valencia 1962
- Aspects of Spanish American literature, Seattle 1963
- (Hrsg.) Short stories of Latin America, New York 1963
- Panorama de la literatura iberoamericana, Santiago de Chile 1964
- La hebra en la aguja, Mexiko 1965
- Antología general, Mexiko 1969